# Linka 2 (metro v Ciudad de México)
Linka 2 je druhá nejstarší linka metra v Ciudad de México, je značena modrou barvou. Linka má 24 stanic, celková délka je 23,43 km.

## Chronologie otevírání jednotlivých úseků
| Úsek                    | Datum otevření |
| ----------------------- | -------------- |
| Tasqueña - Pino Suárez  | 1. srpna 1970  |
| Pino Suárez - Tacuba    | 14. září 1970  |
| Tacuba - Cuatro Caminos | 22. srpna 1984 |

## Provoz
Linka 2 se kříží s linkami metra 1, 3, 7, 8, 9, 12, linkou lehkého metra, a linkami Metrobusu 1, 2, 3, 4, 7.

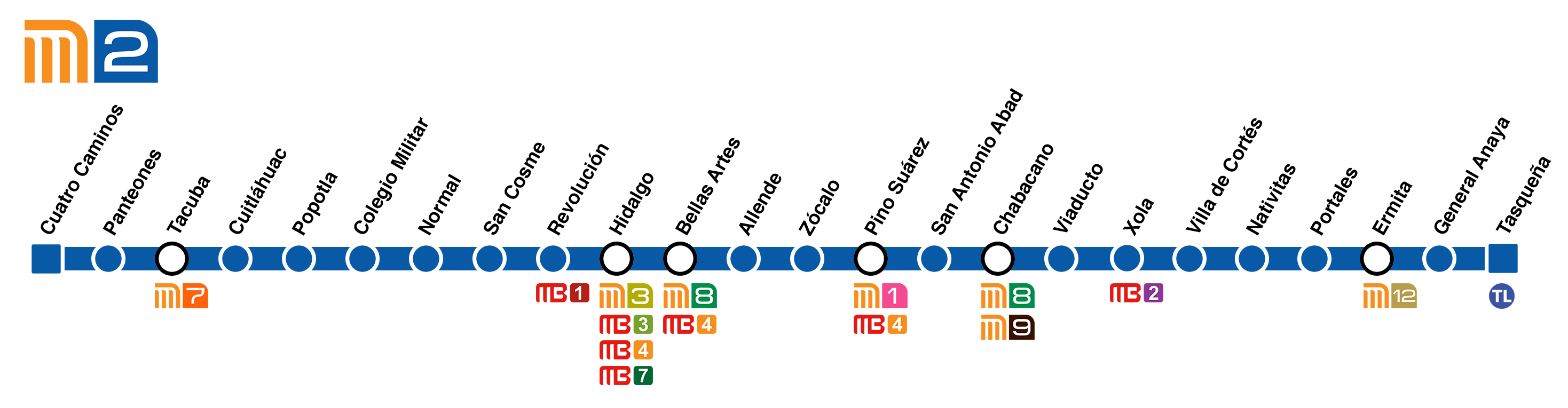
Plán Linky 2

### Seznam stanic

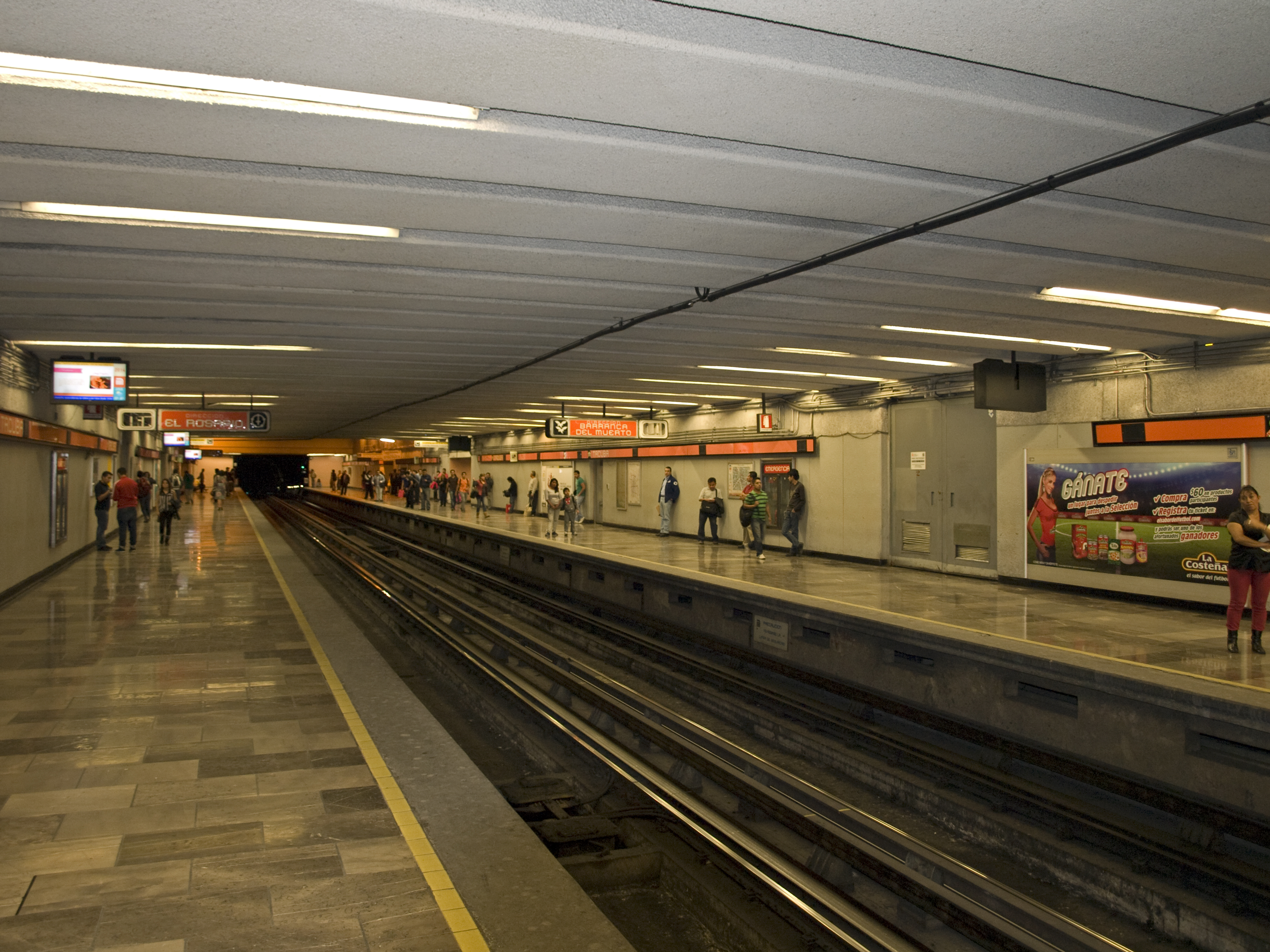
Stanice Tacuba

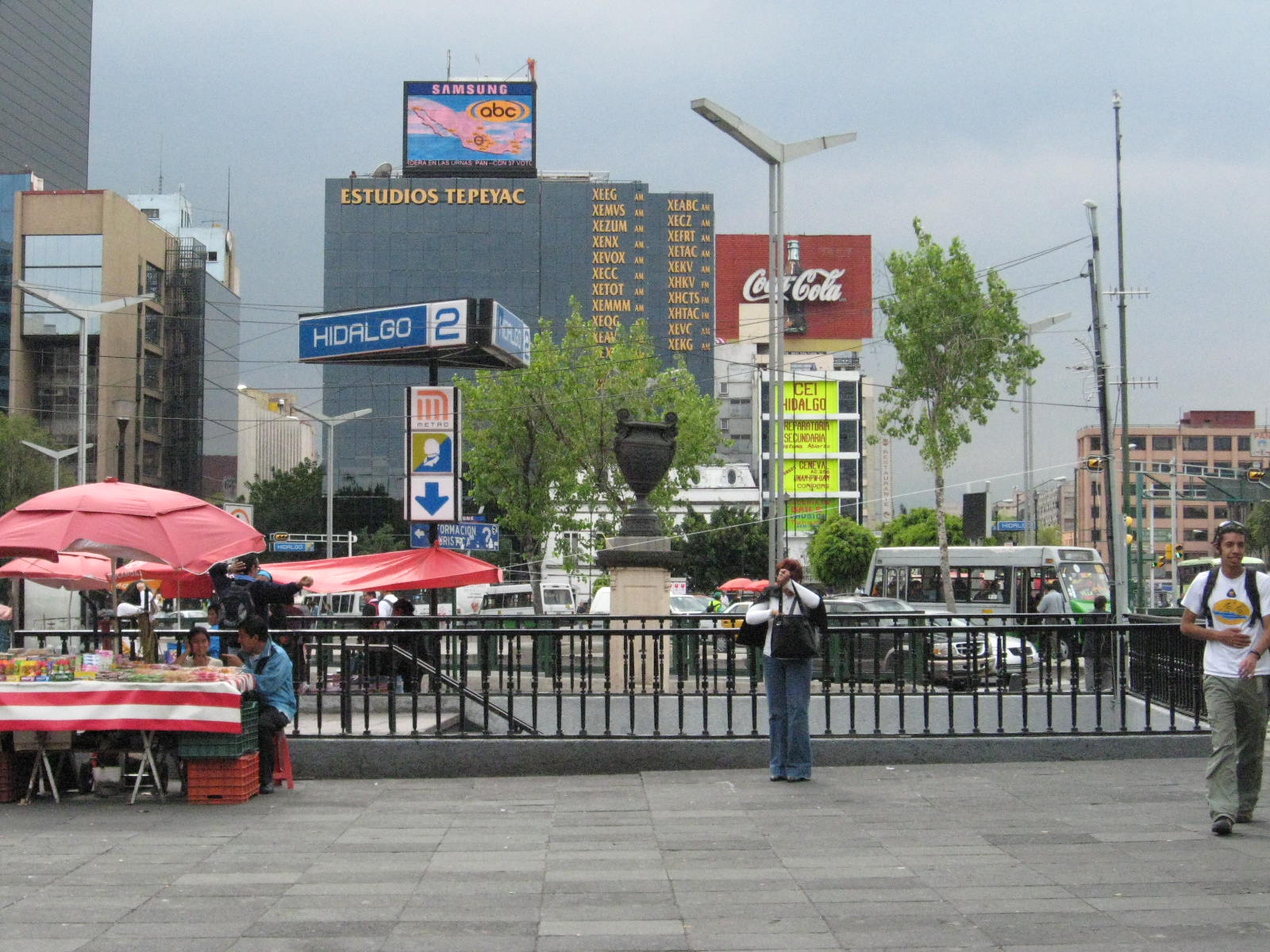
Vchod do stanice Hidalgo

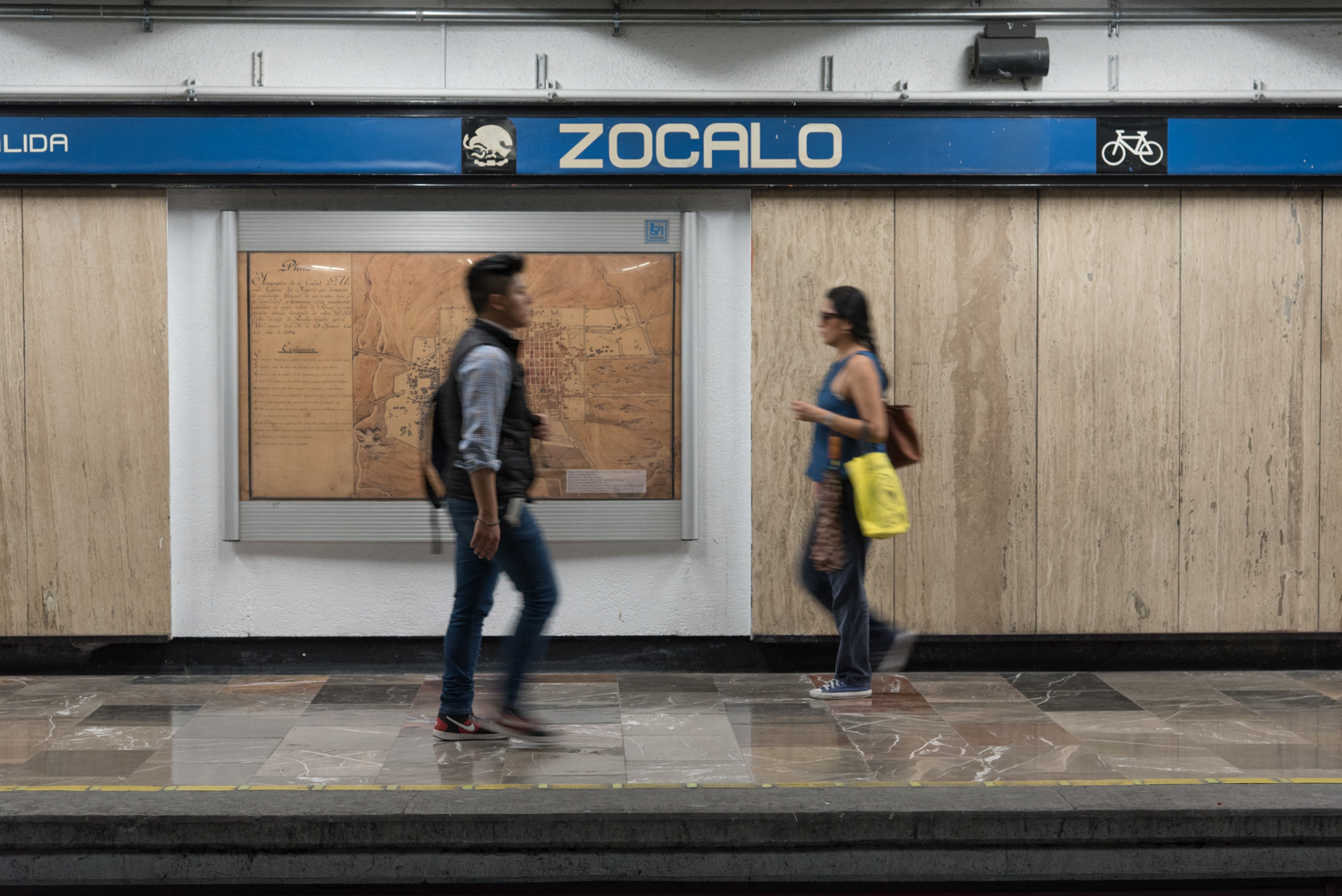
Stanice Zócalo

| Linka 2          | Linka 2  | Linka 2                   |
| Stanice          | Přestupy | Městský obvod             |
| ---------------- | -------- | ------------------------- |
| Cuatro Caminos   |          | Naucalpan                 |
| Panteones        |          | Miguel Hidalgo            |
| Tacuba           |          | Miguel Hidalgo            |
| Cuitláhuac       |          | Miguel Hidalgo            |
| Popotla          |          | Miguel Hidalgo            |
| Colegio Militar  |          | Miguel Hidalgo            |
| Normal           |          | Miguel Hidalgo            |
| San Cosme        |          | Cuauhtémoc                |
| Revolución       |          | Cuauhtémoc                |
| Hidalgo          |          | Cuauhtémoc                |
| Bellas Artes     |          | Cuauhtémoc                |
| Allende          |          | Cuauhtémoc                |
| Zócalo           |          | Cuauhtémoc                |
| Pino Suárez      |          | Cuauhtémoc                |
| San Antonio Abad |          | Cuauhtémoc                |
| Chabacano        |          | Cuauhtémoc                |
| Viaducto         |          | Benito Juárez / Iztacalco |
| Xola             |          | Benito Juárez             |
| Villa de Cortés  |          | Benito Juárez             |
| Nativitas        |          | Benito Juárez             |
| Portales         |          | Benito Juárez             |
| Ermita           |          | Benito Juárez             |
| General Anaya    |          | Coyoacán                  |
| Tasqueña         |          | Coyoacán                  |